# Cos (Ardecha)
Cos (en francès Coux) és un municipi francès situat al departament de l'Ardecha i a la regió d'Alvèrnia-Roine-Alps. L'any 2007 tenia 1.599 habitants.

## Demografia

### Població
El 2007 la població de fet de Coux era de 1.599 persones. Hi havia 662 famílies de les quals 154 eren unipersonals (81 homes vivint sols i 73 dones vivint soles), 258 parelles sense fills, 219 parelles amb fills i 31 famílies monoparentals amb fills.
La població ha evolucionat segons el següent gràfic:
Habitants censats

### Habitatges
El 2007 hi havia 763 habitatges, 670 eren l'habitatge principal de la família, 61 eren segones residències i 33 estaven desocupats. 688 eren cases i 72 eren apartaments. Dels 670 habitatges principals, 508 estaven ocupats pels seus propietaris, 147 estaven llogats i ocupats pels llogaters i 14 estaven cedits a títol gratuït; 6 tenien una cambra, 38 en tenien dues, 83 en tenien tres, 186 en tenien quatre i 358 en tenien cinc o més. 523 habitatges disposaven pel capbaix d'una plaça de pàrquing. A 234 habitatges hi havia un automòbil i a 397 n'hi havia dos o més.

### Piràmide de població
La piràmide de població per edats i sexe el 2009 era:
| Homes | Edats   | Dones |
| ----- | ------- | ----- |
| 4     | 95 o +  | 0     |
| 0     | 90 a 94 | 0     |
| 4     | 85 a 89 | 8     |
| 4     | 80 a 84 | 8     |
| 20    | 75 a 79 | 20    |
| 12    | 70 a 74 | 8     |
| 44    | 65 a 69 | 16    |
| 40    | 60 a 64 | 48    |
| 76    | 55 a 59 | 44    |
| 68    | 50 a 54 | 72    |
| 72    | 45 a 49 | 84    |
| 48    | 40 a 44 | 76    |
| 52    | 35 a 39 | 48    |
| 48    | 30 a 34 | 64    |
| 48    | 25 a 29 | 40    |
| 36    | 20 a 24 | 16    |
| 60    | 15 a 19 | 56    |
| 36    | 10 a 14 | 36    |
| 56    | 5 a 9   | 64    |
| 28    | 0 a 4   | 32    |

## Economia
El 2007 la població en edat de treballar era de 1.048 persones, 729 eren actives i 319 eren inactives. De les 729 persones actives 662 estaven ocupades (331 homes i 331 dones) i 67 estaven aturades (36 homes i 31 dones). De les 319 persones inactives 168 estaven jubilades, 78 estaven estudiant i 73 estaven classificades com a «altres inactius».

### Ingressos
El 2009 a Coux hi havia 676 unitats fiscals que integraven 1.683,5 persones, la mediana anual d'ingressos fiscals per persona era de 20.756 €.

### Activitats econòmiques
Dels 35 establiments que hi havia el 2007, 1 era d'una empresa alimentària, 3 d'empreses de fabricació d'altres productes industrials, 7 d'empreses de construcció, 5 d'empreses de comerç i reparació d'automòbils, 1 d'una empresa de transport, 4 d'empreses d'hostatgeria i restauració, 1 d'una empresa d'informació i comunicació, 4 d'empreses immobiliàries, 4 d'empreses de serveis, 2 d'entitats de l'administració pública i 3 d'empreses classificades com a «altres activitats de serveis».
Dels 12 establiments de servei als particulars que hi havia el 2009, 2 eren tallers de reparació d'automòbils i de material agrícola, 2 paletes, 2 guixaires pintors, 2 fusteries, 1 lampisteria i 3 restaurants.
L'únic establiment comercial que hi havia el 2009 era una fleca.
L'any 2000 a Coux hi havia 10 explotacions agrícoles.

## Equipaments sanitaris i escolars
El 2009 hi havia 2 escoles elementals.

## Poblacions més properes
El següent diagrama mostra les poblacions més properes.